# Odissea (album)
Odissea è un album di Mango del 1986, ristampato in CD nel 1991.

## Il disco
Prodotto e mixato al Water Melon di Milano, le influenze elettropop, new wave e world, già avvertibili nel predecessore Australia, diventano ancor più marcate. L'organista Brian Auger, noto per le collaborazioni con artisti internazionali tra cui Jimi Hendrix, Rod Stewart, John McLaughlin e in Italia con Zucchero e Mina, prese parte alla realizzazione dell'album. Fu il disco della consacrazione di Mango e uno dei suoi maggiori successi discografici, grazie anche alla presenza di tre dei suoi brani più famosi: Oro (già pubblicato come singolo nel 1984), La rosa dell'inverno (non pubblicato come singolo ma spesso proposto da Mango in sede live) e Lei verrà, presentata al festival di Sanremo 1986, benché si piazzasse solamente al 14º posto. Mango avrebbe voluto interpretare il brano omonimo Odissea sul palco dell'Ariston ma, dopo un'accesa discussione con la sua promoter Mara Maionchi che preferiva Lei verrà, si convinse a portare quest'ultimo. Tuttavia, Odissea fu presentato a Vota la voce 1986, in cui Mango vinse il premio come miglior rivelazione. Nell'album vi sono anche due brani cantati in inglese: Love is just a melody e Modern love. Lei verrà e La rosa dell'inverno furono reinterpretate, rispettivamente, in due dischi di Loretta Goggi: C'è poesia e C'è poesia due, cantate dalla Goggi in duetto con lo stesso Mango.

## Tracce
Testi di Alberto Salerno, musiche di Mango, eccetto dove è indicato.
1. Odissea
2. Lei verrà
3. Mi sembra Luna
4. Love Is Just a Melody (testo: Simon Marsh)
5. Show
6. In ogni direzione che vuoi tu
7. Modern Love (testo: Simon Marsh)
8. La rosa dell'inverno
9. I movimenti di un'idea
10. Lei verrà (versione strumentale)
11. Oro (testo: Mogol)
12. Lungo bacio, lungo abbraccio (testo: Mogol)

## Formazione
- Mango: voce, cori, tastiera
- Mauro Paoluzzi: tastiera, programmazione, chitarra elettrica
- Aldo Banfi: tastiera, sintetizzatore, programmazione
- Brian Auger: organo Hammond
- Demo Morselli: tromba
- Amedeo Bianchi: sax
- Laura Valente, Demi Laino: cori
- Andrea Ballista: cori (in Lei verrà)

## Collaboratori
- Tecnico del suono: Gigi Macchiaizzano
- Arrangiamenti: Mauro Paoluzzi
- Digital Editino: R. Citterio
- Digital mastering: Francesco D'Ambrosio negli studi Cetra Art Recording.